# Wiedtalbahn (Verkehrsprojekt)
|                                                           |     | Rechte Rheinstrecke von Wiesbaden                              |                                          |
| Bahnhof                                                   | 0,0 | Neuwied                                                        | Neuwied                                  |
| Abzweig geradeaus und nach rechts                         |     | Rechte Rheinstrecke nach K-Deutz                               | Rechte Rheinstrecke nach K-Deutz         |
| Abzweig ehemals geradeaus und nach rechts                 |     | siehe Kleinbahn über Rasselstein                               | siehe Kleinbahn über Rasselstein         |
| Blockstelle (Strecke außer Betrieb)                       | 5,1 | Augustenthal                                                   | Augustenthal                             |
| Abzweig geradeaus und nach rechts (Strecke außer Betrieb) |     | Anst Boesner                                                   | Anst Boesner                             |
|                                                           |     |                                                                |                                          |
| Brücke über Wasserlauf (Strecke außer Betrieb)            |     | Wied (weitere gepl. bis Niederbreitbach)                       | Wied (weitere gepl. bis Niederbreitbach) |
|                                                           |     |                                                                |                                          |
|                                                           |     |                                                                |                                          |
|                                                           |     | offizielles Streckenende Beginn Planung, unvollst. Darstellung |                                          |
|                                                           |     |                                                                |                                          |
| Bahnhof (Strecke außer Betrieb)                           |     | Altwied                                                        | Altwied                                  |
| Haltepunkt / Haltestelle (Strecke außer Betrieb)          |     | Datzeroth                                                      | Datzeroth                                |
| Haltepunkt / Haltestelle (Strecke außer Betrieb)          |     | Bürder                                                         | Bürder                                   |
| Bahnhof (Strecke außer Betrieb)                           |     | Niederbreitbach                                                | Niederbreitbach                          |
| Abzweig geradeaus und nach links (Strecke außer Betrieb)  |     | nach Wiedmühle, s.u.                                           | nach Wiedmühle, s.u.                     |
| Haltepunkt / Haltestelle (Strecke außer Betrieb)          |     | Ellingen-Niederhonnefeld                                       | Ellingen-Niederhonnefeld                 |
| Bahnhof (Strecke außer Betrieb)                           |     | Straßenhaus                                                    | Straßenhaus                              |
| Bahnhof (Strecke außer Betrieb)                           |     | Oberhonnefeld-Gierend                                          | Oberhonnefeld-Gierend                    |
| Haltepunkt / Haltestelle (Strecke außer Betrieb)          |     | Willroth                                                       | Willroth                                 |
| Bahnhof (Strecke außer Betrieb)                           |     | Horhausen                                                      | Horhausen                                |
| Tunnel (Strecke außer Betrieb)                            |     | Tunnel (1005 m)                                                | Tunnel (1005 m)                          |
| Abzweig geradeaus und von links (Strecke außer Betrieb)   |     | Kasbachtalbahn von Linz                                        | Kasbachtalbahn von Linz                  |
| Bahnhof (Strecke außer Betrieb)                           |     | Oberlahr                                                       | Oberlahr                                 |
| Brücke über Wasserlauf (Strecke außer Betrieb)            |     | Wied (3×)                                                      | Wied (3×)                                |
| Abzweig ehemals geradeaus und von rechts                  |     | Brex- und Holzbachtalbahn von Engers                           | Brex- und Holzbachtalbahn von Engers     |
| ehemaliger Bahnhof                                        |     | Flammersfeld (Seelbach; bis 1945)                              | Flammersfeld (Seelbach; bis 1945)        |
|                                                           |     | nach Altenkirchen (Westerwald)                                 |                                          |

|                                                           |     | bis hier wie Verlauf über Fockenbachtal |                            |
| Bahnhof (Strecke außer Betrieb)                           | 0,0 | Niederbreitbach                         | Niederbreitbach            |
| Abzweig geradeaus und nach rechts (Strecke außer Betrieb) |     | nach Oberlahr, s.o.                     | nach Oberlahr, s.o.        |
| Bahnhof (Strecke außer Betrieb)                           |     | Hausen (Wied)                           | Hausen (Wied)              |
| Brücke über Wasserlauf (Strecke außer Betrieb)            |     | diverse Querungen der Wied              | diverse Querungen der Wied |
| Bahnhof (Strecke außer Betrieb)                           |     | Waldbreitbach                           | Waldbreitbach              |
| Bahnhof (Strecke außer Betrieb)                           |     | Roßbach (Wied)                          | Roßbach (Wied)             |
| Haltepunkt / Haltestelle (Strecke außer Betrieb)          |     | Arnsau                                  | Arnsau                     |
| Haltepunkt / Haltestelle (Strecke außer Betrieb)          |     | Als-Au                                  | Als-Au                     |
| Haltepunkt / Haltestelle (Strecke außer Betrieb)          |     | Oberhoppen                              | Oberhoppen                 |
| Haltepunkt / Haltestelle (Strecke außer Betrieb)          |     | Kodden                                  | Kodden                     |
| Abzweig geradeaus und von links (Strecke außer Betrieb)   |     | Kasbachtalbahn von Linz                 | Kasbachtalbahn von Linz    |
| Bahnhof (Strecke außer Betrieb)                           |     | Wiedmühle                               | Wiedmühle                  |
|                                                           |     | Kasbachtalbahn nach Flammersfeld        |                            |

Als Wiedtalbahn oder auch Wiedbachsbahn wird eine geplante, aber niemals verwirklichte Eisenbahnstrecke durch das Wiedtal zwischen der rechten Rheinstrecke bei Neuwied und der Westerwaldbahn bezeichnet. Als Teilabschnitt kann allerdings die Kleinbahn vom Bahnhof Neuwied nach Niederbieber, respektive Augustenthal, angesehen werden, die als Güterbahn zur Firma Rasselstein genutzt wurde und teilweise auf der projektierten Trasse verläuft.

## Geschichte
Erste Planungen für die Bahnstrecke gehen auf das Jahr 1869 zurück. Seinerzeit verfügte der Königliche Bergmeister Vietor in einem Schreiben an das Königliche Landratsamt Neuwied, dass beim etwaigen Bau einer Bahnstrecke von Neuwied in Richtung Altenkirchen (Westerwald) kommen sollte, dass die vielen Gruben entlang der Strecke entsprechend angeschlossen werden sollten. Im Schreiben werden folgende Gruben erwähnt: St. Barbara, Goldgrube, Huyhsen, Lück, Glück auf, Katzenschleife sowie alle Gruben des Anxbach-Bezirkes. Hierzu wurde eine Strecke über und das Fockenbachtal nach Horhausen vorgeschlagen.
Bereits am 13. September 1869 wurde Bergmeister Vietor bei der Rheinischen Eisenbahngesellschaft vorstellig. Die Gesellschaft erklärte aber, dass sie die Bahnstrecke nur als Sekundärbahn akzeptieren würde, insbesondere unter folgenden Bedingungen:
1. das Terrain für die Bahntrasse möglichst unentgeltlich, sonst aber zu billigen Preisen zur Verfügung gestellt werde,
2. die „Interessenten“, – hiermit sind ohne Zweifel die Bergbaubetriebe gemeint, – Fördergarantien abgeben würden.

Am 23. September 1869 trafen sich in Jahrsfeld Interessenten und Delegierte aus dem Wiedtal, die nun über eine Strecke zwischen Neustadt und Altenkirchen debattierten, welche vollständig dem Lauf der Wied folgen sollte. Die Führung ab Niederbreitbach über das Fockenbachtal nach Horhausen lehnten sie ab, da seitens der Gruben im Wiedtal ein höheres Interesse an der Bahnstrecke bestand als bei den Gruben rund um Horhausen. Nur vier Tage später trafen sich abermals einige Befürworter, diesmal in Niederbreitbach; Ziel war es, ein Konzept zu beschließen, mit dem die Bergisch-Märkische Eisenbahngesellschaft für eine Führung von Au an der Sieg über Altenkirchen durch das Wiedtal nach Neuwied begeistert werden sollte.
Im März 1870 beauftragte die Rheinische Eisenbahngesellschaft die Preußische Bezirksregierung in Koblenz für geometrische Vorarbeiten für den Bau der Bahnstrecke. Bereits in einer Karte von 1871 wurde die Bahnstrecke als projektierte Bahnlinie mit einer gestrichelten Linie dargestellt, welche von Neuwied bis Niederbreitbach entlang der Wied und ab hier über das Fockenbachtal zum Haus Bruch bei Oberlahr eingezeichnet war. Diese Linie verläuft zum Teil eng am Ufer der Wied, was aus topographischen Gründen hier ohnehin kaum anders möglich ist. Die Karte vermerkte jedoch nicht, wie der Bergrücken zwischen Oberlahr und Altenkirchen überwunden werden sollte; vermutlich wäre hier jedoch ein Tunnel entstanden.
Dass letztlich die Planer sich für den Verlauf durch das Fockenbachtal entschieden, könnte an den vielen Spateisengruben auf dem sogenannten Waldbreitbacher Gangzug und bei Horhausen liegen. Gerade zeitgleich mit den Planungen wurden insbesondere zwischen Niederbreitbach und Horhausen viele neue Gruben erschlossen; zudem befand sich bei Oberlahr die Grube Silberwiese. Besonders die Firma Krupp sah hier ein großes Potential, da die Vorkommen einen besonders geringen Anteil an Bunterzen enthielten. Zudem waren die Gruben bei Waldbreitbach und Sengenau im Wiedtal hinsichtlich ihrer Ausschöpfung eher bescheiden.
Ab 1883 rückte das Projekt der Wiedbachsbahn jedoch in den Hintergrund, als mit den Planungen der von der Rheinischen Eisenbahngesellschaft nun bevorzugten Engers—Siershahn—Altenkirchen begonnen wurde. Schon zeitgleich mit deren Bau wurde eine sieben Kilometer lange Erzbahn für den Güterverkehr von Horhausen an diese neue Strecke begonnen. 1912 wurde schließlich auch die Bahnstrecke von Linz über Neustadt (Wied) nach Flammersfeld durchgängig eröffnet, sodass viele Gruben im Wiedtal auch von dieser Verbindung profitieren konnten. Da es dennoch zu weiten Lieferwegen kam, wurden ab den 1940er Jahren vermehrt Lastkraftwagen eingesetzt. Zum Transport der Erze aus den Bergwerken im unteren Wiedtal waren zudem zeitweilig Lastenseilbahnen unterwegs, u. a. eine Seilbahn von Roßbach nach Wiedmühle. Dennoch kam weiterhin immer wieder eine Bahnverbindung zwischen Neuwied und Wiedmühle ins Gespräch, wobei diese entweder statt der Strecke über das Fockenbachtal oder als Zweigstrecke diese projektiert wurde; die Route ab Niederbreitbach durch das Wiedtal wäre topographisch wahrscheinlich wesentlich leichter zu realisieren gewesen.
Auch in der Weimarer Republik blieb das Projekt weiterhin Thema. So kam es in der Kölnischen Volkszeitung am 8. Dezember 1926 zu einem Memorandum zur Verbesserung der Transportmöglichkeiten im Wiedtal. Noch stärker wurde das Projekt in NS-Deutschland vorangetrieben, da viele der Gruben zwischen Waldbreitbach und Neustadt eine wichtige Rolle für die Großindustrie und die Kriegsvorbereitung dienten. Zu einem Baustart kam es jedoch nie.
In der Nachkriegszeit wurden die Pläne schließlich verworfen, da aufgrund des zunehmen Autoverkehrs im Wiedtal eine Bahnlinie nicht mehr wirtschaftlich erschien und viele Gruben ihren Betrieb einstellten.

## Verlauf
Die Bahnstrecke sollte von Neuwied über Niederbieber durch das Wiedtal bis Niederbreitbach führen. Von dort sollte sie über das Fockenbachtal bis Horhausen führen. Zwischen Horhausen und Altenkirchen war ein 1005 m langer Tunnel projektiert. Ein konkreter Verlauf im Hinblick auf die Lage von Brücken, Tunneln und Bahnstationen wurde nie wirklich festgelegt.

## Vorleistungen und heutiger Zustand
Als Teil der heute Kasbachtalbahn genannten Bahnstrecke zwischen Linz am Rhein und Flammersfeld wurde ein Abschnitt im Wiedtal verwirklicht: Dieser führt von Wiedmühle über Neustadt (Wied) bis Oberlahr unmittelbar entlang der Wied. In Wiedmühle wurde der Bahnhof dabei so angelegt, dass eine mögliche Einfädelung einer aus Neuwied kommenden Bahnstrecke möglich gewesen wäre, sofern statt der Trasse durch das Fockenbachtal eine Trasse bis hierher umgesetzt worden wäre.
Zudem entstand 1891 die eingleisige Bahnstrecke Neuwied—Augustenthal, die vor allem der Bedienung der Firma Rasselstein im Güterverkehr diente. Diese Kleinbahn verläuft bis heute auf den ersten Kilometern der für die Wiedtalbahn projektierten Trasse und war anfangs so angelegt, dass eine Verlängerung jederzeit möglich gewesen wäre. Seit 2020 findet auf besagter Strecke auch wieder regelmäßiger Güterverkehr statt.
Auf einem Teil der projektierten Trasse verläuft heute zwischen Neuwied und Niederbreitbach ein Radweg. Im Oktober 2010 berichtete die Rhein-Zeitung dabei über die kontrovers geführten Diskussionen zur Verträglichkeit der Trasse auf Umwelt- und Landschaftsschutz. Seit 2014 ist der Radweg vollständig befahrbar.
Eine Wiederaufnahme der Planungen erscheint aktuell unrealistisch. Die Bedienung des Personenverkehrs im Wiedtal erfolgt aktuell durch Busse. Allerdings leiden die Orte entlang der hier verlaufenden Landesstraße 255 unter dem regen Lastwagenverkehr.